# Toronto Stock Exchange
Toronto Stock Exchange este cea mai mare bursă din Canada și a șasea din lume după capitalizarea companiilor listate, ce depășește 2 trilioane $.
1. 1 2  SNAC, accesat în 18 noiembrie 2022